# Yoshimasa Hirose
Yoshimasa Hirose, (en japonès: 増田 成幸, Tochigi, Prefectura de Tochigi, 21 d'octubre de 1977) és un exciclista japonès, professional del 2003 al 2012. Durant quatre anys milià a l'equip neerlandès del Skil-Shimano. Un cop retirat s'ha dedicat a la direcció esportiva i actualment és el representant de l'equip Utsunomiya Blitzen.